# Arianna Vanderpool-Wallace
Arianna Vanderpool-Wallace (ur. 4 marca 1990) – bahamska pływaczka, brązowa medalistka mistrzostw świata (basen 25 m).
Specjalizuje się w pływaniu stylem dowolnym i zmiennym. Jej największym dotychczasowym sukcesem jest brązowy medal mistrzostw świata na krótkim basenie w Dubaju w 2010 roku na dystansie 50 m stylem dowolnym.
Brązowa medalistka igrzysk panamerykańskich w 2007 roku w sztafecie 4 x 100 stylem zmiennym.
Uczestniczka igrzysk olimpijskich w Pekinie (2008) na 50 (24. miejsce) i 100 m stylem dowolnym (28. miejsce) oraz w Londynie (2012) na tych samych dystansach (odpowiednio 8. i 10. miejsce).